# حجت زادمحمود
حجت‌الله زادمحمود (متولد دزفول)بازیکن فعلی تیم باشگاه فوتبال پارس جنوبی جم است که در پست میانه بازی می‌کند. وی سابقه بازی در تیم‌هایی چون استقلال اهواز، سپاهان، فولاد خوزستان را نیز دارد.